# Воля-Недзьведзя
Воля-Недзьведзя (пол. Wola Niedźwiedzia) — село в Польщі, у гміні Вартковиці Поддембицького повіту Лодзинського воєводства.
Населення — 89 осіб (2011).
У 1975-1998 роках село належало до Серадзького воєводства.

## Демографія
Демографічна структура станом на 31 березня 2011 року:
|          | Загалом | Допрацездатний вік | Працездатний вік | Постпрацездатний вік |
| -------- | ------- | ------------------ | ---------------- | -------------------- |
| Чоловіки | 47      | 2                  | 39               | 6                    |
| Жінки    | 42      | 4                  | 23               | 15                   |
| Разом    | 89      | 6                  | 62               | 21                   |